# Луко (Калиновик)
Луко је насељено мјесто у општини Калиновик, Република Српска, БиХ. Према попису становништва из 2013. ово мјесто је без становника. Према попису становништва из 1991. године у насељу је живјело 22 становника.

## Географија
Луко се налази у непосредној близини ријеке Неретве, чијем сливу и припада. Луко је подијељено ентитетском линијом, тако да је 0,36 km² припало Општини Калиновик у Републици Српској, док је 4,11 km² припало Граду Коњицу у Херцеговачко-неретванском кантону, Федерација Босне и Херцеговине.

## Становништво
| Националност       | 2013. | 1991.       | 1981.       | 1971.       | 1961. | 1953. | 1948. |
| Муслимани          | –     | 21 (95,45%) | 62 (88,57%) | 84 (88,42%) | –     | –     | –     |
| Срби               | –     | –           | 8 (11,43%)  | 11 (11,58%) | –     | –     | –     |
| остали и непознато | –     | 1 (4,545%)  | –           | –           | –     | –     | –     |
| Укупно             | 0     | 22          | 70          | 95          | –     | –     | –     |

| Демографија | Демографија | Демографија |
| Година      | Становника  | Становника  |
| ----------- | ----------- | ----------- |
| 1971.       | 95          |             |
| 1981.       | 70          |             |
| 1991.       | 22          |             |
| 2013.       | 0           |             |